# منطقه جسرالشغور

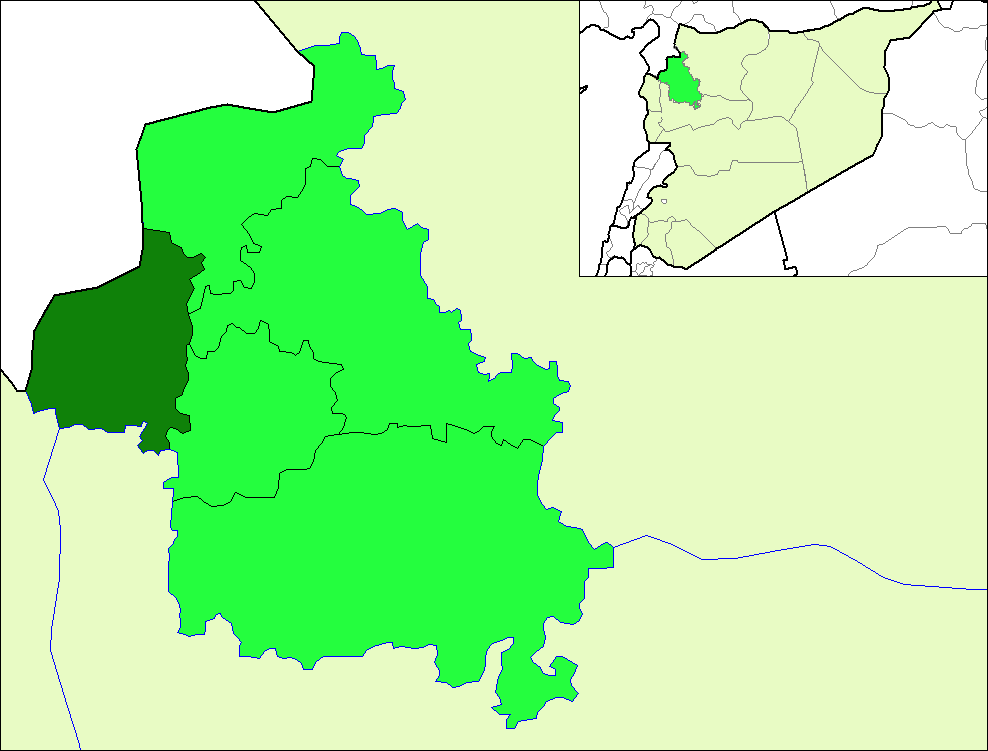
منطقه جسرالشغور

منطقه جسرالشغور (به عربی:منطقة جسر الشغور) یکی از منطقه‌های استان ادلب در سوریه است. بر اساس سرشماری سال ۲۰۰۴ این منطقه ۱۵۰٬۰۵۲ نفر جمعیت داشت. مرکز این منطقه شهر جسرالشغور است.

## تقسیمات اداری
منطقه جسرالشغور ۴ بخش یا ناحیه دارد. جمعیت بخش‌های آن طبق سرشماری سال ۲۰۰۴:
بخش جسرالشغور (به عربی:ناحیة جسر الشغور): ۸۹٬۰۲۸ نفر
بخش بداما (به عربی:ناحیة بداما):۱۸٬۵۰۱ نفر
بخش درکوش (به عربی:ناحیة درکوش):۲۳٬۰۲۲ نفر
بخش جانودیه (به عربی:ناحیة الجانودیة):۱۹٬۶۴۲ نفر